# Kyrktagning

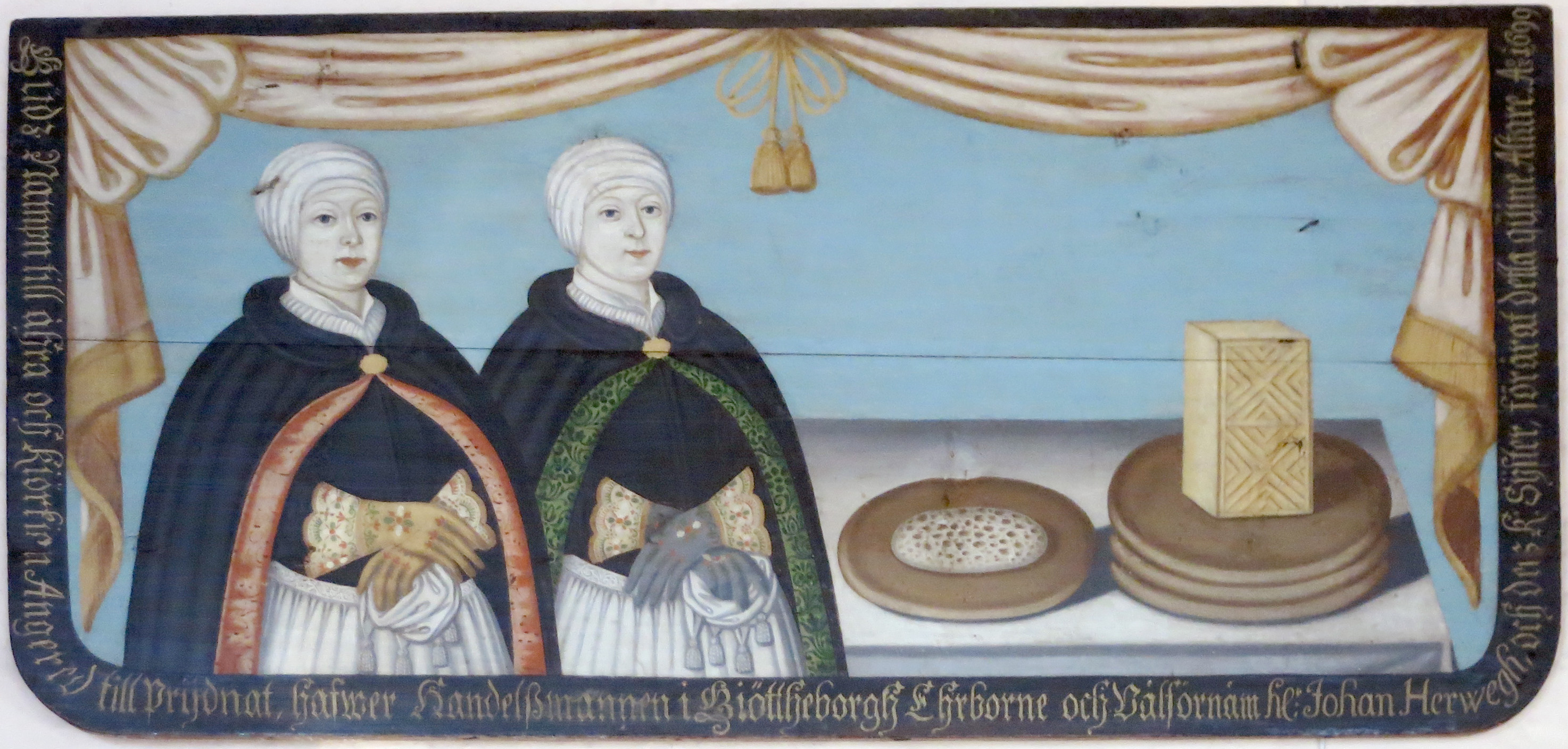
Angereds kyrka, Göteborg. Kvinnoaltare, som användes som offeraltare för nyblivna mödrar. Daterat 1699.

Kyrktagning (även kallat «En moders tacksägelse» eller «Barnakvinnors kyrkogång») är en äldre kyrklig rit genom vilken man tackade Gud för en nybliven moders återhämtade krafter och välkomnade henne tillbaka till församlingens gudstjänstgemenskap. Riten kom också med tiden, att alltmer innebära ett tack för barnet (barnen) som fötts.
I 1942 års kyrkohandbok, som gällde fram till 1986 i Svenska kyrkan, kallas ordningen «En moders tacksägelse». Riten återfinns inte i 1986 års kyrkohandbok, men delar av motiven återfinns där i den nyinförda tackbönen, som inleder ordningen för dop av barn. 
Kyrktagning som sed har delar av sin inspiration från Tredje Mosebokens 12:e kapitel, där det stadgas att kvinna, som fött gossebarn skulle stanna hemma från templet 40 dagar, och kvinna som fött flickebarn i 80 dagar, varpå hon efter dessa «reningsdagars» slut skulle uppträda i templet, frambärande reningsoffer. Med hänvisning till Första Timotheosbrevets andra kapitel, 15:e versen ansåg vissa kyrkofäder, att en kvinna efter förlossning borde stanna hemma 40 dagar från kyrkan, för sin hälsas skull. Redan påven Innocentius III ansåg dock, att tiden kunde kortas. Mer betydelsefull för kyrktagningens framväxt inom kyrkan än själva de gammaltestamentliga stadgarna i 3 Mos 12 var dock, att Maria och Josef framburit Jesus i templet på hans 40:e levnads dag (Lukasevangeliet 2:22–40) vilket firas på Kyndelsmässodagen (även kallad Jungfru Marie kyrkogångsdag). Därmed fanns en nytestamentlig förebild till seden och Kyndelsmässodagen ansågs i folktron vara en bra dag att bli kyrktagen på.
Det var under medeltiden fortfarande brukligt att kvinnan skulle bära ljus och medföra offergåvor, som tillföll prästen i samband med kyrktagningen. Dessa stadganden återfinns ännu i 1529 års svenska kyrkohandbok. Detta bruk avskaffades i samband med Uppsala möte (1593), men kyrktagningsoffer till kyrkokassan i samband med återvälkomnandet in i församlingen levde kvar. Förordnandet om sex veckors kyrktagningstid kvarstod in på 1900-talet, men från 1866 tilläts en kyrktagningstid om fyra veckor. Först 1850 förbjöds andra sanktionsåtgärder än förmaningar till den kvinna, som försummade kyrktagningsseden.
Under slutet av 1800-talet blev kyrktagningen allt mindre vanlig i Svenska kyrkan, men på bland annat västkusten levde kyrktagningen som allmän sed kvar ända in på 1960-talet. Ännu idag förekommer i sällsynta fall kyrktagning, trots att ordningen inte finns med i den kyrkohandbok som Svenska kyrkan antog 1986.
I de svenska kyrkohandböckerna efter reformationen finns inget anspelande på någon ceremoniell rening och modern var aldrig förbjuden att deltaga i gudstjänsterna. Moderns kyrktagning skulle ske sex veckor efter barnets födelse, och under dessa sex veckor fick modern vila.  
I folklig tro kom dock kyrktagningen ofta att förknippas med rening trots att detta motiv inte fanns med i de officiella kyrkliga bönerna. Begreppet "oren" bör dock i detta sammanhang förstås som ett kultiskt begrepp och inte som ett moraliskt. Kyrktagningen hade även före 1942 års kyrkohandbok olika former, beroende på om det var «äkta» eller «oäkta» barn och om de överlevt födelsen eller ej, vilket gjorde att den fungerade som en del av kyrkotuktssystemet.
Till Finland kom seden med kyrktagning under medeltiden. Från slutet av 1800-talet fram till början av 1900-talet minskade kyrktagningarna småningom, och avskaffades slutligen i Finland 1963.
I folklig tro i det svenskspråkiga Finland var uppfattningen om barnsängskvinnans orenhet den främsta orsaken till att hon isolerades. Av rädsla och förakt undvek man att umgås med en kvinna som inte blivit kyrktagen. Före kyrktagningen skulle kvinnans kläder tvättas och rökas. Hälsade man på en oren kvinna blev man själv oren, liksom om man tagit emot mat eller dryck som hon tillrett. Den icke kyrktagna kvinnan var i äldre tider helt skyddslös och en mängd olika förbud och påbud begränsade hennes frihet. Utegångsförbudet varierade på olika håll i Finland. Det kunde handla om att kvinnan inte fick gå med i folksamlingar, inte fick gå till granngården eller inte ens gå ut ur kammaren. En kvinna som inte var kyrktagen måste också skydda sig mot övernaturliga väsen som hade makt över henne i detta gränstillstånd. Psalmbok, kniv, tändsticksask och järnföremål gällde som magiska skydd.
Den tackbön som antingen föräldrarna eller prästen läser vid dop av barn i Svenska kyrkan kan ses som en moderniserad form av kyrktagningsbön där fokus ligger mindre på moderns återfådda krafter och mer på båda föräldrarnas tacksägelse över det barn som de fått.